# Vila do Carvalho
Vila do Carvalho ist ein Ort und eine ehemalige Gemeinde (Freguesia) im portugiesischen Kreis Covilhã. Die Gemeinde hatte 1746 Einwohner (Stand 30. Juni 2011).
Am 29. September 2013 wurden die Gemeinden Vila do Carvalho und Cantar-Galo zur neuen Gemeinde União das Freguesias de Cantar-Galo e Vila do Carvalho zusammengeschlossen. Vila do Carvalho ist Sitz dieser neu gebildeten Gemeinde.